# Orry-Kelly
Orry George Kelly, conegut professionalment amb el nom d'Orry-Kelly, (Kiama, Regne de la Gran Bretanya i Irlanda 1897 - Hollywood, Estats Units 1964) fou un dissenyador de vestuari australià, que desenvolupà la seva carrera artística als Estats Units i guanyà tres Premis Oscar al llarg de la seva carrera.

## Biografia
Va néixer el 31 de desembre de 1897 a la població de Kiama, situada a Nova Gal·les del Sud (Austràlia, que en aquells moments formava part del Regne Unit), fill d'uns emigrants de l'Illa de Man. Als 17 anys es traslladà a la ciutat de Sydney, on estudià banaca i començà a desenvolupar el seu interés pel teatre.
El 1922 es traslladà a viure a la ciutat de Nova York, on compartí pis amb Charlie Spangles i Archibald Alexander Leach (l'encara desconegut Cary Grant). En aquesta ciutat començà a treballar com a pintor de murals per a un club nocturn i fou contractat per la Fox Film Corporation, posteriorment inicià la seva activitat de figurinista i decorador a Broadway.
Va morir el 27 de febrer de 1964 a la seva residència de Hollywood víctima d'un càncer de fetge a conseqüència del seu alcoholisme.

## Carrera artística
L'any 1932 es traslladà a viure a Los Angeles, on fou contractat per la Warner Bros., on fou nomenat responsable de vestuari. Va romandre en aquesta companyia fins al 1944, i posteriorment treballà per a Universal Studios, RKO, 20th Century Fox i MGM.
Orry-Kelly treballà al llarg de la seva carrera en pel·lícules clàssiques com El carrer 42, El falcó maltès, Casablanca, Arsènic per compassió, Berlín Express, Harvey, Oklahoma, La tia Mame, i Irma la Douce. Guanyà tres premis Oscar al millor vestuari per Un americà a París, Les Girls i Ningú no és perfecte, a més de ser nominat per La reina del vodevil. Al llarg de la seva carrera dissenyà el vestuari d'actrius com Bette Davis, Kay Francis, Ruth Chatterton, Marilyn Monroe, Olivia de Havilland, Katharine Hepburn, Dolores del Río, Ava Gardner, Ann Sheridan, Barbara Stanwyck i Merle Oberon.

## Premis i nominacions

### Premis Oscar
| Any  | Categoria                                                             | Pel·lícula           | Resultat  |
| ---- | --------------------------------------------------------------------- | -------------------- | --------- |
| 1951 | Millor vestuari - Color compartit amb Irene Sharaff i Walter Plunkett | Un americà a París   | Guanyador |
| 1957 | Millor vestuari                                                       | Les Girls            | Guanyador |
| 1959 | Millor vestuari - Blanc i negre                                       | Ningú no és perfecte | Guanyador |
| 1962 | Millor vestuari - Color                                               | La reina del vodevil | Nominat   |